# Унісон

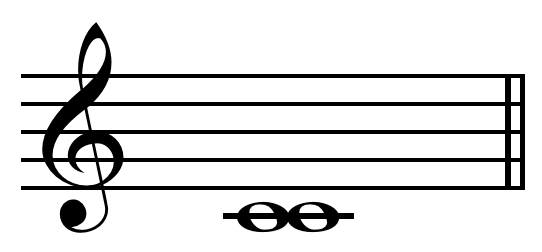

Унісон — одночасне звучання двох або декількох звуків однакової висоти. Також виконання мелодії на різних інструментах чи голосами в приму.
Прийняте ототожнення унісону і чистої прими пов'язано з введенням на початку XVIII століття рівномірно темперованого строю. Завдяки поділу чистої октави на 12 рівних півтонів музичний стрій набув замкнутого характеру, внаслідок чого кожен звук октави отримав декілька енгармонічно рівних значень. Це зумовило появу інтервалу збільшеної прими, енгармонічно рівного малій секунді, у зв'язку з чим мелодичне (при повторенні звуку) і гармонічне звучання в унісон будь-якого ступеня звукоряду стало називатися чистою примою. У 2-голосному контрапункті строгого стилю унісон є початковим і завершуючим інтервалом.